# Kozîlivșciîna, Semenivka
Kozîlivșciîna (în ucraineană Козилівщина) este un sat în comuna Ciornîi Rih din raionul Semenivka, regiunea Cernihiv, Ucraina.

## Demografie
Componența lingvistică a localității Kozîlivșciîna
     Ucraineană (100%)
Conform recensământului din 2001, toată populația localității Kozîlivșciîna era vorbitoare de ucraineană (100%).